# Nori znanstvenik
Nori znanstvenik je stereotipen lik v znanstvenofantastičnem pripovedništvu, karikatura znanstvenika, ki ga okolica opisuje kot »norega«, ker s svojimi eksperimenti prestopi meje družbeno sprejemljivega. Včasih si prislužijo to oznako zaradi skrajne zaverovanosti vase ali zaletavosti, zaradi katere njihove iznajdbe povzročijo krizo, v drugih delih pa trpijo za očitno duševno motnjo, ki odpravi zavore njihovi genialnosti. Na zunaj se njihova posebnost pogosto izraža v obliki ekscentričnega vedenja, neurejenosti ipd.
Zgodnja dela z »norimi« znanstveniki v pomembnih vlogah iz 19. stoletja so črpala iz grozljivk, v ospredju del, kot so Frankenstein (Mary Shelley), Doktor Jekyll in gospod Hyde (Robert Louis Stevenson) in Zgodba o nevidnem človeku (H. G. Wells), so arhetipski učenjaki tega časa, ki s svojimi odkritji pridobijo moč nad naravo in izzovejo ustaljeni družbeni red. Šlo je za odziv na industrializacijo in korenite družbene spremembe, ki so se dogajale med industrijsko revolucijo. Nizkoproračunske priredbe teh zgodb so nato v 1920. in 1930. letih predstavljale glavnino znanstvenofantastičnega filma v Združenih državah Amerike.
Znova je arhetip prišel v ospredje po drugi svetovni vojni, ko je v splošno ljudsko zavest prišla zamisel, da je človeštvo sposobno samouničenja z jedrskim orožjem. Edward Teller, »oče atomske bombe«, je služil kot neposreden navdih za enega najbolj znanih primerov, megalomanskega zlobneža v filmu Dr. Strangelove ali kako sem vzljubil bombo iz leta 1964. V znanstvenofantastični literaturi kot celoti je vse do danes prisotna le peščica stereotipnih obravnav znanstvenikov, večinoma kot negativnih likov – bodisi so odkrito zlobni, bodisi povzročijo katastrofo zaradi nespameti oz. ignorance do možnih posledic svojega dela ali pa so le nemočni pomočniki vplivnih zlobnežev. Priljubljenost tovrstnih stereotipov je posledica dejstva, da se znanstvenofantastična dela največkrat osredotočajo na tehnologijo, zaradi česar zanemarijo karakterizacijo. Kljub poenostavitvi pa ti liki odražajo v družbi globoko zakoreninjen strah pred močjo, ki jo daje znanje.
Soroden filmski stereotip je asistent norega znanstvenika, pogosto imenovan Igor, kot poklon liku Bele Lugosija v filmu Son of Frankenstein iz leta 1939.